# Порт (рассказ)
«Порт» — рассказ Владимира Набокова, относящийся к русскому периоду его творчества. Был написан и опубликован (под псевдонимом В. Сирин) в 1924 году, вошёл в состав сборника «Возвращение Чорба» (1929).

## Сюжет и история текста
Главный герой рассказа — русский эмигрант Никитин, в прошлом офицер Добровольческой армии, только что прибывший из Стамбула в один из южнофранцузских портов. Он обедает в русском ресторане, где находит «нежность русских захолустных будней», получает предложение поступить на службу корабельным кочегаром. Поздним вечером Никитин выходит на прогулку по городу. Он заговаривает с уличной проституткой, которая кажется ему старой русской знакомой, но та отвечает только по-французски. Никитин отдаёт ей свои последние пять франков и садится у моря, «на каменной грани старинной пристани».
Рассказ был написан в начале 1924 года в Берлине. 24 мая того же года он увидел свет в газете «Руль». В 1929 году Набоков включил «Порт» в сборник «Возвращение Чорба».
Литературоведы видят в этом рассказе сюжетную связь с произведениями Льва Толстого («Франсуаза») и Александра Куприна («Гамбринус», «Листригоны»). По мнению биографа Набокова Брайана Бойда, «Порт» интересен «разве что тем, что в нём отразилось чувство бесприютности», охватившее писателя в самом начале эмиграции.